# Флёрсхайм-ам-Майн
Флёрсхайм-ам-Майн (нем. Flörsheim am Main) — город в Германии, в земле Гессен. Подчинён административному округу Дармштадт. Входит в состав района Майн-Таунус.  Население составляет 20 338 человек (на 31 декабря 2010 года). Занимает площадь 22,95 км². Официальный код — 06 4 36 004.